# Ziegolz
Ziegolz ist ein Weiler auf der Gemarkung Unterschwarzach von Bad Wurzach.

## Geschichte
Ziegolz wurde erstmals im Jahr 1592 als „Ziegelts“ urkundlich erwähnt. Der Ort befand sich bis 1788 im Besitz des Stifts Waldsee. Zwischen 1822 und 1823 fand die Vereinödung statt. Ziegolz war vor 1933 eine Exklave von Dietmanns war. Die örtliche Kapelle wurde Ende des 18. Jahrhunderts erbaut.

## Lage
Ziegolz liegt auf einer Höhe von 683 m ü. NHN am Osthang des Haisterkircher Rückens. Der Weiler befindet sich direkt am Westrand des Naturschutzgebiets Wurzacher Ried, welches gleichzeitig als FFH-Gebiet Wurzacher Ried und Rohrsee sowie als Vogelschutzgebiet Wurzacher Ried ausgewiesen ist.
Naturräumlich ist Ziegolz den Riß-Aitrach-Platten (Nr. 41) zuzuordnen, die zur Großlandschaft Donau-Iller-Lech-Platte (Nr. 4) gehören. Nur etwa 200 Meter östlich des Ortes beginnt im Bereich der Auwiese das Niedermoor des Wurzacher Rieds. Ziegolz liegt zudem im Gewässereinzugsgebiet des Wengener Mühlbachs, der rund 600 Meter östlich des Weilers verläuft.

## Verkehrsanbindung
Die Ziegolz liegt am Gemeindeverbindungsweg von Unterschwarzach nach Haidgau. Im Norden endet dieser Weg in Unterschwarzach an der Bundesstraße 465. Von dort aus führt die B 465 nach Osten bis Oberessendorf, wo sie an der Bundesstraße 30 endet. Die B30 verläuft nördlich über Biberach und Laupheim nach Ulm und südlich über Bad Waldsee und Ravensburg zum Bodensee. Der nächstgelegene Bahnhof befindet sich in Bad Wurzach.
Einen direkten Anschluss an das Freizeitradnetz des Radnetzes Baden-Württemberg gibt es in Unterschwarzach, während Anschlüsse an das Alltagsradnetz bei Leutkirch und Bad Waldsee bestehen.

## Kapelle
Die Kapelle Ziegelholz ist eine Ortskapelle, deren Erbauung auf die Jahre 1820 bis 1830 datiert wird. Sie ist ein Rechteckbau mit einer rundbogig geschlossenen Chornische. Das Bauwerk verfügt über ein Satteldach, welches über der Chornische abgewalmt ist, und wird von einem massiven Giebelreiter gekrönt.